# 127P/Holt-Olmstead
127P/Holt-Olmstead – kometa krótkookresowa, należąca do rodziny Jowisza.

## Odkrycie
Kometa została odkryta 14 września 1990 roku w Obserwatorium Palomar (Kalifornia). Odkrywcami jej byli Henry Holt i C. Michelle Olmstead. Od ich nazwisk pochodzi też nazwa komety.

## Orbita komety i właściwości fizyczne
Orbita komety 127P/Holt-Olmstead ma kształt elipsy o mimośrodzie 0,36. Jej peryhelium znajduje się w odległości 2,21 j.a., aphelium zaś 4,70 j.a. od Słońca. Jej okres obiegu wokół Słońca wynosi 6,41 roku, nachylenie do ekliptyki to wartość 14,3˚.
Jądro tej komety ma rozmiary maks. kilku km.